# Alfredo Battisti
Alfredo Battisi (Masi, 17 de janeiro de 1925 — Údine, 1 de janeiro de 2012) foi o arcebispo católico romano da Arquidiocese de Udine, Itália.
Ordenado sacerdote em 1947, Battisi tornou-se arcebispo em 1972 e foi retirado em 2000.
Faleceu no primeiro dia do ano de 2012, vítima de uma doença cerebrovascular.